# بروس ستارك
بروس ستارك (بالإنجليزية: Bruce Stark)‏ هو فنان أمريكي، ولد في 1933، وتوفي في 29 ديسمبر 2012.